# IC 1304
IC 1304 bezeichnet im Index-Katalog mehrere scheinbar dicht beieinander liegende Sterne im Sternbild Cygnus. Der Katalogeintrag geht auf eine Beobachtung des Astronomen Thomas Espin am 6. Oktober 1893 zurück.